# Mesochorus daedalus
Mesochorus daedalus là một loài tò vò trong họ Ichneumonidae.